# Richard Jones
Richard Jones (23 de maio de 1974, Cwmaman, País de Gales) é o baixista e backing vocal da banda galesa Stereophonics.